# Aegyptobia leiahensis
Aegyptobia leiahensis är en spindeldjursart som beskrevs av Chaudhri, Akbar och Rasool 1974. Aegyptobia leiahensis ingår i släktet Aegyptobia och familjen Tenuipalpidae. Inga underarter finns listade i Catalogue of Life.